# CJRT-FM
CJRT-FM که چهار حرف اول آن مخفف C Journalism Radio Technology است و بیشتر با نام «JAZZ.FM91» شناخته می‌شود، یک شبکهٔ رادیویی عمومی کانادایی است که بر روی باند ۹۱٫۱ اف‌ام پخش می‌شود و تمرکز اصلی‌اش بر موسیقی جاز است.
ساختمان مرکزی و استودیوی این رادیو در خیابان پاردی در محلهٔ «لیبرتی ویلج» در شهر تورنتو واقع است و امواج آن از برج سی‌ان به سایر نقاط شهر مخابره و ارسال می‌شود.
این رادیو همچنین از طریق بل تی‌وی (کانال ۹۶۰)، رادیو کابلی اف‌ام و رادیو-تلویزیون دیجیتال قابل دسترس است.
این شبکهٔ رادیویی در سال ۱۹۴۹ میلادی و در قالب یک پروژهٔ آزمایشیِ پخش اف‌ام، توسط دانشگاه متروپولیتن تورنتو راه‌اندازی شد و نشانه تماس آن یعنی JRT، مخفف واژه‌های «روزنامه‌نگاری، رادیو و تکنولوژی» است.
این رادیو بیشتر به پخش برنامه‌های مربوط به موسیقی جاز، موسیقی فولکلور و موسیقی کلاسیک می‌پردازد؛ اما برنامه‌های ویژه کودکان، آموزشی، درام، مستند و اخبار کوتاه هم دارد.
این شبکهٔ رادیویی از سال ۱۹۷۱ تا ۲۰۰۳ میلادی،  با همکاری دانشگاه یورک و دانشگاه متروپولیتن تورنتو دوره‌های آموزش از راه دور رادیویی در چندین رشته ارائه نمود که از سال ۲۰۱۳ به بعد، این دوره‌ها به‌صورت بسته‌های اینترنتی، قابل پرینت و رسانه‌های از پیش ضبط‌شده درآمد. JAZZ.FM91 یک موسسه خیریه ثبت شده است